# José de Jesús Garcia Ayala
José de Jesús Garcia Ayala (ur. 30 maja 1910 w Yurécuaro, zm. 15 stycznia 2014 w Paracho) – meksykański duchowny katolicki, biskup Campeche w latach 1967-1982.
Święcenia kapłańskie otrzymał 9 maja 1937 i został kapłanem diecezji Zamora. 21 maja 1963 mianowany biskupem pomocniczym Campeche ze stolicą tytularną Lacedaemonia. Konsekrowany przez kardynała Luigiego Raimondi. Od 10 maja 1967 do przejścia na emeryturę w dniu 9 lutego 1982 pełnił funkcję ordynariusza diecezji Campeche. Powrócił następnie w swe strony rodzinne - do parafii Paracho koło Aranza w diecezji Zamora i tam zmarł.
W chwili śmierci był jednym z najstarszych biskupów katolickich.